# 尤里·卡拉
尤里·维克托罗维奇·卡拉（俄语：Юрий Викторович Кара，1954年11月12日—2025年7月16日），俄罗斯电影导演、编剧和制片人。

## 生平
1972年至1978年，就读于莫斯科国立钢铁合金学院物理化学系。1982年，进入全联盟国立电影学院深造。1987年，完成毕业电影《后来发生了战争》，该片改编自俄罗斯作家鲍里斯·瓦西里耶夫的小说。1994年，执导《大师与玛格丽特》，改编自米哈伊尔·布尔加科夫的同名小说，但直到2011年才全国上映。2003年，执导电影《有趣的人》。2005年，获得俄罗斯联邦功勋艺术工作者荣誉称号.。2007年，执导电影《科罗廖夫》。2015年，获得二级祖国功勋奖章。
2025年7月16日在雅尔塔逝世。